# Pelecopsis alticola
Pelecopsis alticola är en spindelart som först beskrevs av Lucien Berland 1936.  Pelecopsis alticola ingår i släktet Pelecopsis och familjen täckvävarspindlar.
Artens utbredningsområde är Kenya.

## Underarter
Arten delas in i följande underarter:
- P. a. elgonensis
- P. a. kenyensis
- P. a. kivuensis